# Episodi di Hot in Cleveland (sesta stagione)
La sesta e ultima stagione della serie televisiva Hot in Cleveland, composta da 24 episodi, è stata trasmessa dal 5 novembre 2014 al 3 giugno 2015 sul canale televisivo statunitense TV Land.
In Italia è inedita.
| nº | Titolo originale                         | Prima TV USA     |
| -- | ---------------------------------------- | ---------------- |
| 1  | Comfort and Joy                          | 5 novembre 2014  |
| 2  | Fear and Loathing in Los Angeles         | 12 novembre 2014 |
| 3  | Bossy Cups                               | 19 novembre 2014 |
| 4  | Naked and Afraid                         | 26 novembre 2014 |
| 5  | Tazed and Confused                       | 3 dicembre 2014  |
| 6  | Out of Our Minds                         | 10 dicembre 2014 |
| 7  | Cold in Cleveland: The Christmas Episode | 17 dicembre 2014 |
| 8  | The Young and the Restless               | 7 gennaio 2015   |
| 9  | Bad Boys                                 | 14 gennaio 2015  |
| 10 | We Could Be Royals                       | 21 gennaio 2015  |
| 11 | About a Joy                              | 28 gennaio 2015  |
| 12 | One Wedding and One Funeral              | 4 febbraio 2015  |
| 13 | Scandalous                               | 18 marzo 2015    |
| 14 | Family Affair                            | 25 marzo 2015    |
| 15 | All Dolled Up                            | 1º aprile 2015   |
| 16 | Bad Girlfriends                          | 8 aprile 2015    |
| 17 | Duct Soup                                | 15 aprile 2015   |
| 18 | Cleveland Calendar Girls                 | 22 aprile 2015   |
| 19 | Kitchen Nightmare                        | 29 aprile 2015   |
| 20 | All About Elka                           | 6 maggio 2015    |
| 21 | Say Yes to the Mess                      | 20 maggio 2015   |
| 22 | Hot in Cleveland: Hot Damn!              | 27 maggio 2015   |
| 23 | Vegas Baby                               | 3 giugno 2015    |
| 24 | I Hate Goodbyes                          | 3 giugno 2015    |